# Sekundærrute 503
De Sekundærrute 503 is een secundaire weg in Denemarken. De weg loopt van de weg 16, ten westen van het dorp Ørum via Vejrumbro naar Randers. In Randers sluit de weg weer aan op weg 16.
De Sekundærrute 503 loopt door het noorden van de regio Midden-Jutland en is ongeveer 34 kilometer lang.